# Bataille de Hollandia
 (mai 2025).
Si vous disposez d'ouvrages ou d'articles de référence ou si vous connaissez des sites web de qualité traitant du thème abordé ici, merci de compléter l'article en donnant les références utiles à sa vérifiabilité et en les liant à la section « Notes et références ».
 (mai 2025).
Seconde Guerre mondiale
Batailles
- Rabaul
- 1re Salamaua-Lae
- Mer de Corail
- Piste Kokoda
- Baie de Milne
- Goodenough
- Buna-Gona-Sanananda
- Lilliput
- Merauke

- Wau
- Mer de Bismarck
- I-Go
- 2e Salamaua-Lae
- Chronicle
- Monts Finisterre
- Bougainville
- Bombardement de Wewak
- Péninsule de Huon
- Nouvelle-Bretagne
- Bombardement de Rabaul

- Neutralisation de Rabaul
- Îles de l'Amirauté
- Emirau
- Take Ichi
- Nouvelle-Guinée occidentale

La bataille de Hollandia (Operation Reckless) est une bataille de la guerre du Pacifique durant la Seconde Guerre mondiale lors de la campagne de Nouvelle-Guinée.
Hollandia (aujourd'hui Jayapura) et sa région, sous contrôle japonais depuis 1942, étaient en 1944 une base de ravitaillement majeure japonaise, dotée d'installations portuaires parmi les plus développées en Nouvelle-Guinée mais également de 3 aérodromes : Hollandia, Sentani et Cyclop. 
Le commandement américain décida donc l'invasion de cette zone dans le double-objectif d'à la fois prendre le contrôle de ces infrastructures pour s'en servir lors des futures opérations des campagnes de Nouvelle-Guinée et des Philippines, mais également d'isoler encore un peu plus les troupes de l'armée impériale stationnées sur l'île et de considérablement compliquer leur ravitaillement.
Environ 11 000 soldats japonais étaient stationnés sur Hollandia à cette époque, mais cette force n'était majoritairement constituée que de troupes de soutien ou de maintenance, mal équipées pour le combat et non préparées à repousser une invasion.
L'invasion de Hollandia et de son secteur environnant a démarré conjointement au débarquement sur Aitape (Opération Persecution) située à environ 220 kilomètres à l'est. Plus de 80 000 soldats américains débarquèrent en tout lors de ces deux assauts, mobilisant 217 navires transportant hommes, matériel et ravitaillement.

## Contexte
Hollandia est un port de la côte nord de la Nouvelle-Guinée, au sein de l'ensemble plus vaste que sont les Indes néerlandaises. Il s'agit du seul port entre Wewak à l'ouest et Geelvink Bay à l'est. Il est occupé à l'occasion de l'invasion de la colonie néerlandaises en 1942. Bientôt, il devient une base d'importance dans la progression japonaise vers les mandats australiens de Papouasie et de Nouvelle-Guinée. Toutefois, les victoires des alliés lors de la bataille de la mer de Corail puis de la bataille de la baie de Milne contrecarrent les plans japonais, qui ne peuvent s'emparer de Port-Moresby.
Hollandia se situe à la limite entre la baie de Humboldt à l'est et la baie Tanahmerah à l'ouest. Son arrière-pays est montagneux, avec les monts Cyclope qui culminent à 2 100 mètres, tandis que le lac Sentani s'étale sur 24 kilomètres d'est en ouest. Entre la chaîne de montagnes et le lac, une plaine étroite a été aménagée par les Japonais avec trois pistes d'aviation, plus une en construction. Toutefois, une seule est réellement en état de fonctionnement.
Au début de 1944, après la fin de la campagne de la péninsule de Huon, le commandement allié pour le Pacifique sud-ouest décide de conquérir la région de Hollandia pour en faire un poste avancé de leur progression le long de la côte nord de la Nouvelle-Guinée vers les Indes néerlandaises et les Philippines.

### Plans
Le renseignement allié parvient à craquer les communications japonaises et apprennent que la région de Hollandia est mal défendue car la plupart des troupes impériales sont dans la région de Madang et Wewak. Le 8 avril, le général Douglas MacArthur demande l'approbation du Comité des chefs d'état-major combinés pour un débarquement le 15 avril. Une fois l'accord obtenu, il met en place un plan ambitieux puisqu'il consiste à débarquer bien au-delà de la ligne de front en Nouvelle-Guinée. La flotte du Pacifique doit intervenir en soutien avec des porte-avions capables de fournir un appui aérien. C'est l'opération Reckless.
MacArthur rencontre l'amiral Chester Nimitz à Brisbane entre les 25 et 27 mars pour discuter du rôle de la marine dans l'opération. Le général souhaite un soutien sur huit jours mais Nimitz veut se restreindre à deux. Seulement, le risque est alors de priver les troupes au sol de tout soutien aérien le temps de s'emparer et de rendre opérationnels les terrains d'aviation. Le commandement américain décide donc d'un deuxième débarquement, à Aitape, où se trouve une piste d'aviation supposée plus accessible. C'est l'opération Persecution. Nimitz assigne huit navires d'escorte pour soutenir le débarquement à Aitape, qui doivent ensuite soutenir les opérations à Hollandia jusqu'au 11 mai. Le débarquement à Hollandia lui-même est repoussé au 22 avril, du fait de problèmes logistiques au sein de la flotte du Pacifique. De ce fait, les deux débarquements auront lieu simultanément.
Du côté japonais, la base de Hollandia est importante et le commandement impérial en a fait une position cruciale pour la défense de la Nouvelle-Guinée occidentale en septembre 1943. Toutefois, en novembre, elle devient un simple avant-poste de défenses situées finalement plus à l'ouest. Seules quelques unités combattantes sont positionnées à Hollandia au début de l'année 1944. En mars, le général Hatazō Adachi, chef de la 18e armée, reçoit l'ordre de retirer ses forces vers l'ouest, depuis Madang et la baie de Hansa vers Hollandia. Une de ses divisions doit même immédiatement s'y positionner. Seulement, Adachi ignore cet ordre et décide de concentrer ses forces à Wewak et dans la baie de Handa. Peut-être pense-t-il que cette baie sera la prochaine cible des Alliés et que le renforcement de Hollandia peut attendre. Finalement, le chef de l'état-major du deuxième groupe d'armées japonais se déplace en personne à Wewak pour ordonner à Adachi de se replier. C'est le 66e régiment d'infanterie qui commence à être transféré de Wewak à Hollandia à partir du 18 avril jusqu'à la mi-juin. 
De façon générale, les Japonais n'ont pas élaboré de plans de défense de Hollandia, car ils n'attendent pas d'attaque alliée dans l'immédiat. Ils en sont d'autant plus persuadés que les Américains n'ont jamais utilisé leurs porte-avions en soutien d'un débarquement. Hollandia étant trop éloignée des bases aériennes terrestres alliées, ils pensent que toute opération amphibie serait trop risquée sans couverture aérienne. En outre, l'important turn-over des officiers à la tête des unités navales et aériennes de Hollandia ne facilite guère l'organisation d'une défense efficace.

### Ordre de bataille
Le port de Hollandia sert de point d'appui pour les unités de la 2e armée japonaise du général Fusatarō Teshima et la 6e division aérienne de la 4e armée aérienne, pour un total de 11 000 hommes commandés par les généraux Masazumi Inada, Toyozo Kitazono et le contre-amiral Yoshikazu Endo. Cependant, seuls 500 hommes peuvent être considérés comme de réelles troupes combattantes. Elles sont positionnées le long de la piste allant de Depapre au lac Sentani. En mars 1944, les aérodromes de la région comptent un nombre important d'appareils.
Les renseignements alliés estiment les troupes japonaises à 14 000 hommes. Dans l'ensemble, il est difficile pour les Américains d'avoir une idée précise du dispositif défensif car les tentatives d'infiltration ont échoué. C'est par le décodage des codes ennemis que des informations parviennent. Au départ, l'état-major de MacArthur pense que deux régiments d'infanterie défendent la région d'Hollandia, ce qui est finalement infirmé. Par la suite, ils évaluent à 3 000 hommes du 6e détachement naval la force qui protège la zone, avec la possibilité d'envois de renforts rapides.
Du côté des Américains, c'est le 1er corps d'armée du général Robert L. Eichelberger qui fournit le gros des troupes terrestres pour les opérations Reckless et Persecution. Elles comprennent 84 000 hommes, dont 52 000 forces combattantes, 23 000 personnels de soutien logistique et un groupe naval de 200 navires de la Task Force 77, sous le commandement du contre-amiral Daniel E. Barbey. 22 500 hommes sont assignés au débarquement sur Aitape et 30 000 à celui sur Hollandia.
A Hollandia, deux endroits sont choisis pour débarquer. Les 19e et 21e Regimental Combat Teams (équipes régimentaires de combat) de la 24e division d'infanterie débarqueront à la baie de Tanahmerah, tandis que les 162e et 186e Regimental Combat Teams de la 41e division d'infanterie débarqueront à la baie de Humboldt. Pour la 24e division, il s'agit de la première action de combat depuis qu'elle a quitté Hawaï où elle a uniquement rempli des fonctions défensives. En revanche, la 41e division a déjà combattu en Nouvelle-Guinée en 1942 et 1943.
Deux forces de soutien navales assurent des bombardements d'appui. La Task Force 74 du contre-amiral britannique Victor Crutchley, qui comprend les croiseurs HMAS Australia et Shropshire et plusieurs destroyers, ainsi que la Task Force 75 comprenant trois croiseurs américains, Phoenix, Nashville et Boise, commandée par le contre-amiral Russell S. Berkey. Huit porte-avions de la 5e flotte américaine participent aussi aux opérations. En raison de la simultanéité du débarquement à Aitape, les ressources alliées sont mobilisées sur une zone importante, ce qui nécessite d'y transférer des moyens venus d'autres théâtres d'opérations. Chaque navire est doté au maximum de ses capacités en termes de matériels, tout en s'assurant qu'il puisse le débarquer le plus vite possible.

## La bataille

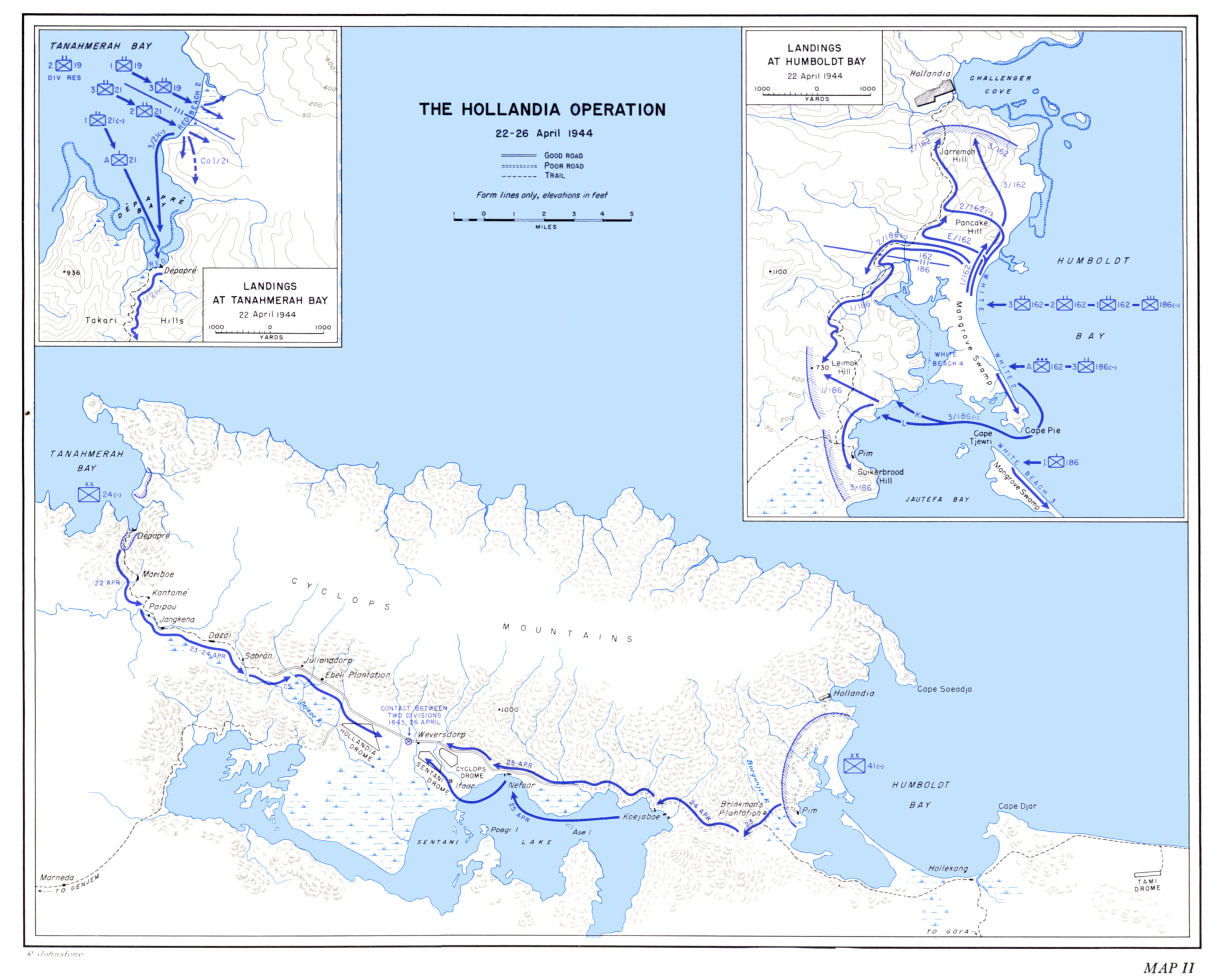
Cartes des opérations de l'US Army en avril 1944 près d'Hollandia

### Préparations

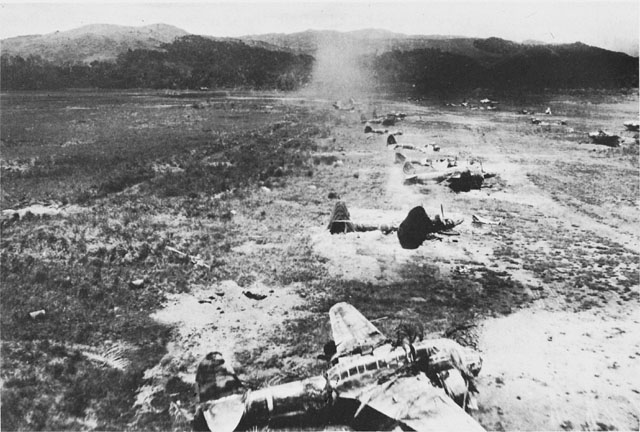
Le terrain d'aviation de Hollandia après les attaques aériennes américaines.

Les premières opérations commencent dès la deuxième semaine de mars avec des raids aériens de la 5e force aérienne américaine, soutenue par la Royal Australian Air Force, contre les pistes japonaises le long de la côte néo-guinéenne, de Wewak à la péninsule de Doberai et sur l'île de Biak. Dans les derniers jours du mois, la Fast Carrier Force attaque les bases aériennes japonaises sur les îles des Palaos et des Carolines. Dans le même tems, le 30 mars et jusqu'au 3 avril, Hollandia est attaquée par les airs, ainsi que les aérodromes de la plaine de Sentani. Une centaine d'appareils japonais sont détruits au sol, complètement pris par surprise. Les forces terrestres impériales sont alors dénuées de tout soutien aérien. Enfin, les Américains coulent un nombre substantiel de navires ennemis qui tentent d'apporter des renforts à Hollandia et Wewak. De ce fait, les Japonais toujours présents en Nouvelle-Guinée sont de plus en plus isolés. 
En parallèle, les Alliés trompent les Japonais en leur faisant croire qu'ils vont débarquer dans la baie de Hansa et non à Hollandia. Pour cela, des bombardements navals et aériens sont entrepris dans la région de Wewak, ainsi que de faux débarquements de patrouilles de reconnaissance, qui parviennent à induire les Japonais en erreur.
En réponse à une requête émanant de l'amiral Ernest King, l'Eastern Fleet britannique mène un raid contre les positions ennemies sur l'île de Sabang dans l'océan Indien. Connue sous le nom d'opération Cockpit, elle doit prévenir tout transfert d'unités aériennes via Singapour. Des porte-avions américains sont aussi engagés et ils bombardent l'île le 19 avril. Toutefois, l'opération n'a pas d'effet réel sur les capacités adverses car les unités aériennes susceptibles d'être présentes sont en réserve pour une attaque contre les forces navales américains dans le Pacifique central.

### L'assaut
La 41e division embarque depuis le cap Cretin tandis que la 24e part de l'île de Goodenough. Les deux forces partent entre le 16 et le 18 avril et rejoignent leurs escortes au large de l'île Manus le 20 avril au matin. Le convoi se divise à 130 kilomètres de la Nouvelle-Guinée, quand la force assignée à l'opération Persecution se dirige vers Aitape. Dans la nuit du 21 au 22, l'armada de l'opération Reckless se positionne à une trentaine de kilomètres du rivage et se divise en deux. Le groupe d'attaque central rentre dans la baie de Humboldt tandis que le groupe d'attaque occidental fait route vers la baie de Tanahmerah. Le débarquement proprement dit intervient le matin du 22 avril, après un bombardement naval. Dans le même temps, l'aviation aéroportée attaque des cibles autour de Wakde, Sarmi et Hollandia, détruisant au moins 33 appareils japonais dans les airs et plus encore à terre.
Dans la baie de Tanahmerah, les deux régiments de la 24e division sont transférés dans 16 barges de débarquement (Landing Craft Infantry, soit de grandes péniches de transport), en plus de sept Landing Ship Tank (LST), plus importants. Sept vagues doivent prendre d'assaut deux plages : Red I autour de Depapre Inlet et Red 2 sur la rive est de la baie. Les Alliés pensent alors qu'elles sont reliées par une route et qu'une autre, utilisable par des véhicules, se rend vers le lac Sentani. Néanmoins, les renseignements sont parcellaires et la plupart n'arrivent que trop tard.
La 24e division d'Infanterie chargée de débarquer sur la baie de Tanahmerah n'y rencontra pas d'opposition. Seule une partie de la division y mettra le pied à terre car cette zone apparut en fait comme étant inadaptée au débarquement de véhicules en raison de la mauvaise qualité de la piste et des marais environnants. Les troupes débarquées débutèrent leur marche vers la base japonaise et ses pistes de décollage à l'est, le reste de la division fut détourné par voie maritime vers la baie de Humboldt.
A terre, la résistance est réduite à quelques tirs sporadiques d'armes légères et de mitrailleuses rapidement réduites au silence. Toutefois, le terrain s'avère compliqué pour toute progression rapide. La plage Red 2 est difficile praticable et aucune route n'existe. Plus encore, un marécage se trouve à trente mètres seulement du rivage et seule une piste inutilisable par des engins motorisés permet d'en sortir. Rapidement, elle est embouteillée, bloquant toute avancée. Sur Red 1, la situation est plus propice aux Américains car les navires de transports peuvent facilement y déposer l'infanterie. Toutefois, pour ce qui est des Landing Craft Mechanized (barges transportant des véhicules), le génie doit aménager la plage et seuls deux peuvent s'en approcher simultanément. Quant aux LST, ils doivent rester en mer et transférer leur chargement sur des Landing Vehicle Tracked, de petits véhicules de débarquement.
Opposées à une résistance désorganisée, insuffisamment équipée, prise par surprise et au commandement défaillant, les deux divisions de l'US Army avancèrent rapidement et se rejoignirent le 26 avril 1944 près des aérodromes. Les défenseurs japonais encore en vie et non faits prisonniers, soit environ 6 000 hommes, tentèrent au cours des semaines suivantes une retraite vers le secteur de Wakde-Sarmi, nouvelle ligne de défense de l'armée impériale localisée à environ 140 kilomètres à l'ouest. Une grande majorité d'entre eux seront cependant interceptés et tués par les hommes de la 24e division d'infanterie ou mourront d'épuisement, de maladies ou de faim sur la route.
Du fait des difficultés rencontrées dans la baie de Tanahmerah, elle est rapidement abandonnée comme site de débarquement. L'infanterie déjà à terre continue vers la paine de Sentani tandis que le reste de la 24e division est redirigé vers la baie de Humboldt, désormais sécurisée. Après quatre jours de combats, les deux unités atteignent et conquièrent l'aérodrome occidental le 26 avril.
Dans le même temps, le contre-amiral William Fechteler du groupe d'attaque central débarque la 41e division sur deux plages : White 1 à quatre kilomètres au sud de Hollandia et White 2 sur une étroite langue de sable près du cap Tjeweri, à l'entrée de la baie de Jautefa, à six kilomètres du lac Sentani. White 1 est le principal site de débarquement car c'est le seul à pouvoir accueillir les LST, tandis que seuls des petits LVT et DUKW abordent White 2. A 6 heures, les croiseurs et destroyers américains entament leur bombardement, principalement sur l'entrée de la baie de Jautefa et sur Hollandia. Des attaques aériennes interviennent en complément, tandis que les deux destroyers dragueurs de mines patrouillent dans la baie.

## Conséquences
Les troupes japonaises en Nouvelle-Guinée furent non seulement désormais privées d'une de leur principale base logistique mais également coupées en deux groupes : l'un à l'ouest en Nouvelle-Guinée néerlandaise, l'autre à l'est dans le Territoire de Nouvelle-Guinée, qui se trouva lui désormais dans une position intenable, encerclé et privé de tout ravitaillement et soutien.
Les Américains développèrent toutes les infrastructures présentes autour de Hollandia en un vaste complexe militaire, portuaire et aérien où furent stationnés à son apogée 140 000 hommes.